# Paolo Hendel
Pour les articles homonymes, voir Hendel.
Paolo Hendel, né à Florence le 2 janvier 1952, est un acteur et humoriste italien.

## Biographie
Né à Florence, pendant sa jeunesse, Paolo Hendel après des études à l'Université de Florence, a exercé plusieurs activités, dont garde-chasse, gérant de garage et détective,.
Il fait ses débuts de comédien au début des années 1980, comme acolyte de David Riondino. Il commence une intense activité théâtrale en tant qu'auteur et acteur de monologues humoristiques, caractérisés par un style satirique et surréaliste.
Paolo Hendel commence à apparaître à la télévision en 1985, puis il obtient une grande popularité en 1996, sur Italia 1 avec le spectacle de variété Mai dire Gol, où il crée le  personnage de « Carcarlo Pravettoni » un capitaliste cynique candidat à la mairie de Milan. Hendel apparaît également dans plusieurs films, dont deux films réalisé par Daniele Luchetti, Domani, domani (Domani accadrà, 1988) et La Semaine du Sphinx (La Settimana della sfinge, 1990).

## Filmographie partielle
- 1982 : La Nuit de San Lorenzo (La notte di San Lorenzo) de Paolo et Vittorio Taviani
- 1986 : Pourvu que ce soit une fille ( Speriamo che sia femmina) de Mario Monicelli
- 1987 : Une catin pour deux larrons (I picari) de Mario Monicelli
- 1988 : Trois sœurs ( Paura e amore) de Margarethe von Trotta
- 1988 : Domani, domani (Domani accadrà) de Daniele Luchetti
- 1989 : Cavalli si nasce de Sergio Staino
- 1990 : La Semaine du Sphinx (La Settimana della sfinge) de Daniele Luchetti
- 1996 : Il ciclone de Leonardo Pieraccioni